# Luca Mugelli
Luca Mugelli (Fiesole, 17 luglio 1991) è un pallanuotista italiano, di ruolo portiere. Nel 2012 è stato finalista in Coppa LEN con la R.N. Florentia.